# La falsa jardinera (Anfossi)
La finta giardiniera (La jardinera fingida) es un drama jocoso en tres actos con música de Pasquale Anfossi y libreto de Giuseppe Petrosellini. Se estrenó en el Carnaval de 1774 en el Teatro delle Dame de Roma, aunque según algunas fuentes la primera se remontaría al 26 de diciembre de 1773. 
Este trabajo tuvo un rápido éxito y se representó en diversos teatros europeos, habiendo sido traducido al alemán, al francés y en polaco. El libreto de esta ópera fue musicado al año siguiente también por Wolfgang Amadeus Mozart. 
Aún se representa esporádicamente; en las estadísticas de Operabase aparece con solo una representación en el período 2005-2010, siendo la única que aparece del autor.